# O Silêncio (1963)
O Silêncio  (em sueco:  Tystnaden) é um filme sueco de 1963, do gênero drama, escrito e dirigido por Ingmar Bergman, estrelando Ingrid Thulin e Gunnel Lindblom.
O filme foi considerado bastante controverso em 1963, apresentando masturbação feminina, sugerindo lesbianismo e incesto, além de nudez feminina e sexo.
De acordo com o crítico Leo Braudy, Bergman pretendia que o filme fosse "caracterização do inferno na terra — o meu inferno". Pistas sutis, como o nome da cidade escrito errado, podem apontar que o país onde as cenas do filme ocorrem seja a Finlândia.

## Sinopse
Duas irmãs hospedam-se num hotel em um país europeu não-idenficado à beira de uma guerra. A irmã mais velha e mais culta, Ester, tradutora de livros, é uma doente terminal. Seu medo da morte obscurece o relacionamento com a irmã mais nova, a bela Anna, que representa a parte carnal da dicotomia espírito/corpo. Anna negligencia o seu filho Johan, um garoto de cerca de 12 anos que vagueia pelo hotel quase deserto.
Na cena mais famosa do filme, Johan observa pela janela um tanque solitário vagando pela rua à noite. Susan Sontag, em Against Interpretation, considera o tanque um símbolo fálico óbvio, mas o filme não parece pedir nenhuma interpretação reducionista.

## Elenco
- Ingrid Thulin .... Ester
- Gunnel Lindblom .... Anna
- Jörgen Lindström .... Johan
- Birger Malmsten .... bartender
- Håkan Jahnberg .... garçon